# Manoel
De manoel of pallaskat (Otocolobus manul) is een klein katachtig roofdier uit de steppen van Centraal-Azië. Het is de enige soort uit het geslacht Otocolobus, dat nauw verwant is aan het geslacht Felis en vaak als een ondergeslacht wordt beschouwd. De soort werd voor het eerst beschreven door de Pruisische natuuronderzoeker Peter Simon Pallas, die ten onrechte dacht dat het dier de voorouder was van de Perzische kat.

## Kenmerken
De manoel heeft een brede, ronde kop met kleine afgeronde oren, die ver uit elkaar staan. De ogen staan bijna recht naar voren en hebben ronde pupillen. De poten zijn kort. De lange vacht is oranjeachtig zilvergrijs van kleur. Door de lange haren lijkt de manoel dikker en ronder te zijn dan andere kleine katten. Het aangezicht heeft zwarte en witte markeringen, en het voorhoofd is gevlekt. De vacht op de onderzijde is langer en lichter grijs van kleur. Ook de voetzolen zijn behaard. De relatief korte, dikke staart heeft smalle, donkere ringen en een zwart puntje. De bovenzijde van de staart is zwart, de onderzijde meer bruin. Hij wordt 50 tot 65 centimeter lang, met een staart van 21 tot 31 centimeter en een gewicht van 2,5 tot 5 kilogram.

## Leefwijze
De manoel is voornamelijk in de schemering actief. Hij voedt zich voornamelijk met knaagdieren, fluithazen en hoenders. Het is een solitaire soort, die er een territorium op nahoudt. Doordat deze soort voornamelijk in de schemering actief is, is de soort ook relatief schuw en zal dan ook altijd schuilplaatsen zoeken, voor het geval de manoel een soortgenoot of mens tegenkomt.

## Voortplanting
De paartijd valt in februari en maart. Een kater vergezelt dan een krolse poes voor enkele dagen. Na 65 tot 67 dagen worden de jongen geboren in een hol. Per worp krijgt de manoel één tot vijf jongen. Na twee tot tien dagen gaan de ogen open. De zoogtijd duurt 6 tot 8 weken. Na drie maanden zijn de jongen zelfstandig.

## Bescherming
Vroeger werd er in Afghanistan, Rusland, China, Pakistan en Mongolië veelvuldig gejaagd op de manoel voor de pels. Tegenwoordig is de manoel beschermd in het grootste deel van het verspreidingsgebied.

## Verspreiding
De manoel komt voornamelijk voor van Iran, Beloetsjistan en het oostelijke Kaspische Zeegebied tot West-China, Tibet en Mongolië. In Mongolië is deze soort bijna in het gehele land te vinden. De soort komt voor in koude rotsige bergsteppen. Hij kan op grote hoogte worden aangetroffen, tot 4800 meter. Daarbij verdraagt hij temperaturen van -40 en zelfs -50 °C. Als hol gebruikt hij spleten tussen de rotsen, kleine grotten, holle bomen en verlaten holen van bijvoorbeeld marmotten en vossen.
In dierentuinen is de manoel te zien in Zie-Zoo.

## Ondersoorten
- Otocolobus manul manul, Mongolië, West-China
- Otocolobus manul ferruginea, Iran, Kazachstan, Kirgizië, Turkmenistan, Oezbekistan, Tadzjikistan, Afghanistan, Pakistan
- Otocolobus manul nigripecta, Kasjmir, Nepal, Tibet